# Parrotia persica
Parrotia es un género arbóreo de la familia de las Hamamelidáceas, estrechamente relacionado con el género Hamamelis. 

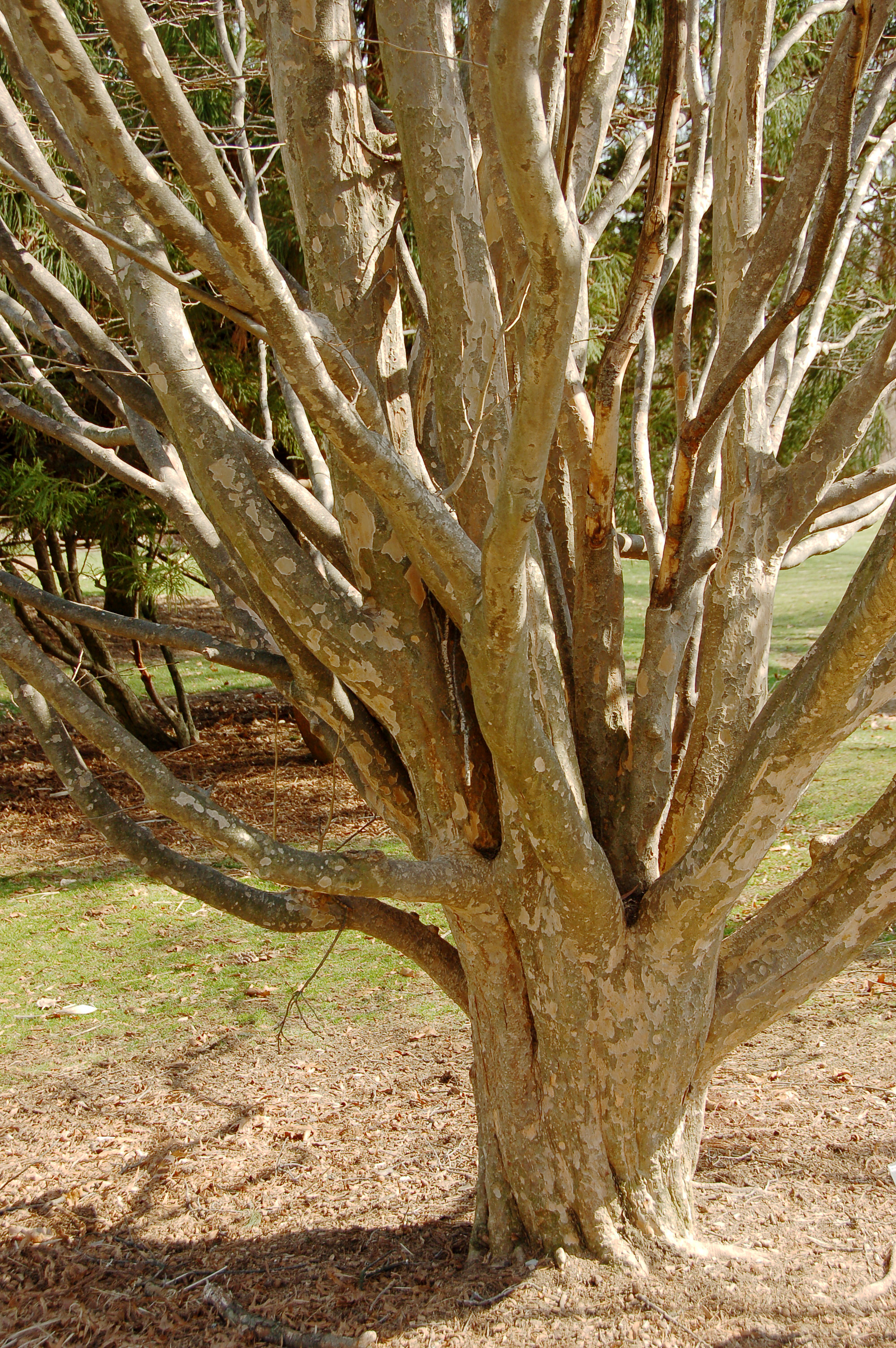
Árbol muy ramificado con corteza de distintos colores.

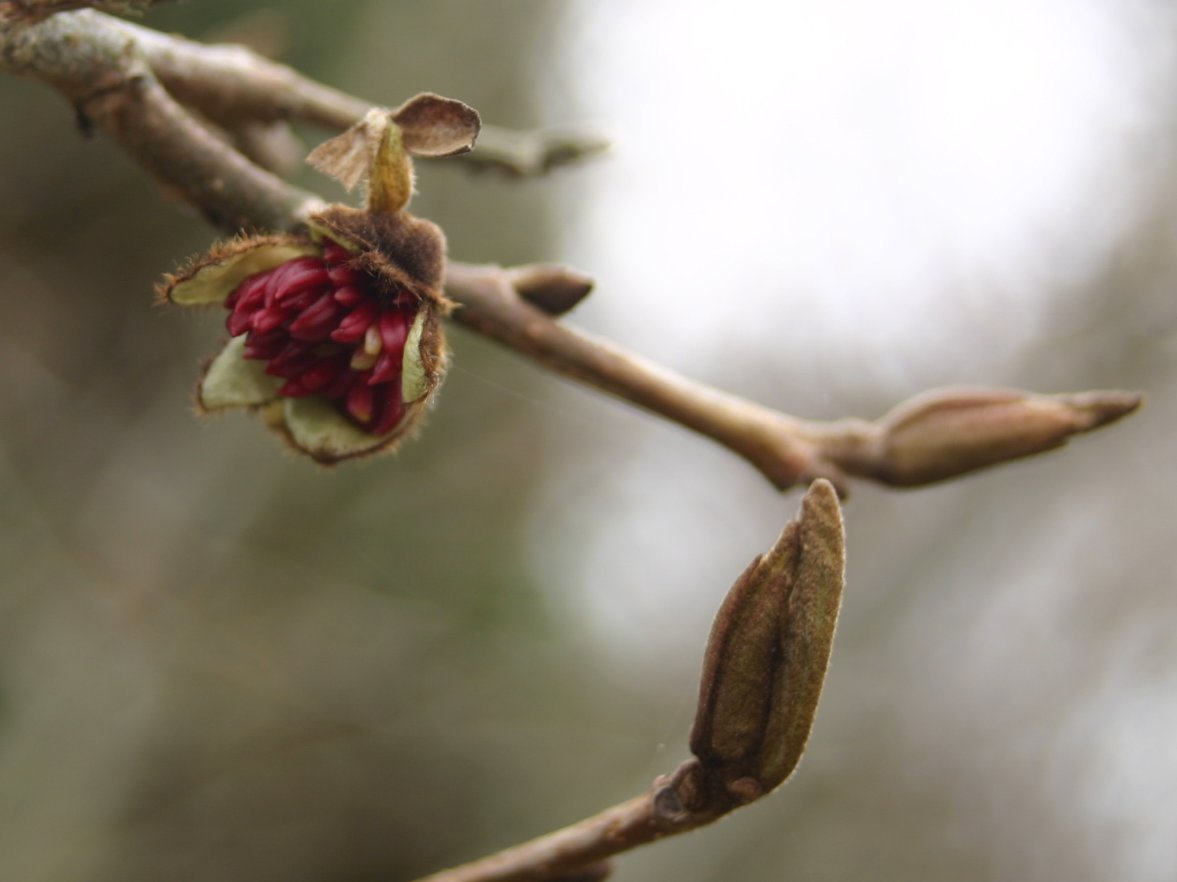
Flores.

El género Parrotia tiene una sola especie, Parrotia persica, en español Árbol de hierro.

## Distribución
Procedente de los bosques al sur del mar Caspio, en el norte de Irán y en el sureste de Azerbaiyán, donde actualmente es endémico de los Montes Elburz. En períodos prehistóricos, se encontraba distribuido por toda Europa, incluida la península ibérica.

## Descripción
Es un árbol caduco que alcanza los 15 metros de altura y 8-15 m de ancho, con un tronco de 80 cm diámetro. La corteza es castaño-rosada. Las hojas son ovoides, alternas de 6-15 cm de longitud y 4-10 cm ancho, con márgenes ondulados, son de color verde cambiando a un brillante púrpura o rojo en sus colores de otoño. 
Las flores son parecidas a las de Hamamelis pero de color rojo oscuro y se producen en el invierno tardío sobre tallos desnudos, difiere en tener solo cuatro sépalos sin ningún pétalo. El fruto es una cápsula conteniendo dos semillas.

## Registro fósil
Parrotia persica se encontraba en Europa y la península ibérica hasta el Pleistóceno Inferior, desde hace un millón de años y hasta unos 750.000 años (período Cromeriense y Tigliense). En la península, se ha encontrado en diversos yacimientos de este período (Incarcal, Crespià, etc). Esta especie pudo encontrar refugio durante las glaciaciones en el Mediterráneo oriental (Cordillera del Cáucaso), ya que allí no encontró barreras geográficas como cordilleras o brazos de mar, como sí que pasó en el Mediterráneo occidental (cordilleras Este-Oeste y mar Mediterráneo). Pasados los períodos glaciares, no pudo volver a reconquistar su antiguo territorio en Europa occidental.

## Taxonomía
Parrotia persica fue descrita por (DC.) C.A.Mey. y publicado en Verzeichness der Pflanzen des Caspischen Meeres 47. 1831.
Etimología
Parrotia: nombre genérico otorgado en honor del naturalista alemán Friedrich Parrot.
Sinonimia
- Hamamelis persica DC.[5][2]